# Étoile lavalloise Mayenne Futsal Club
Actualités
L'Étoile lavalloise Mayenne Futsal Club est un club sportif français de futsal basé à Laval et fondé en mars 2006.
Le club débute au niveau départemental mais participe déjà à la seconde édition du Challenge national en 2008-2009. L'équipe est maintenue pour disputer la première édition du Championnat de France l'année suivante mais ne parvient pas à se maintenir. Il s'ensuit trois années en régional puis une saison lors de la première édition de la Division 2 nationale en 2013-2014. L'équipe repasse une année en Division d'honneur remportée et se maintient six saisons dans la haut de tableau de D2. À la suite de la pandémie de Covid-19, l'Étoile lavalloise est retenue par la FFF pour intégrer l'élite du futsal français pour l'exercice 2021-2022. Renforcé de plusieurs internationaux, pour seulement sa deuxième saison en D1, le club réalise le doublé Coupe-Championnat en 2022-2023.
Le club est présidé par Julien Moreau depuis sa fondation. Il évolue à l'Espace Mayenne depuis 2021 et bat à plusieurs reprises le record d'affluence en Division 1. L'équipe première est entraînée par le brésilien et ex-international belge André Vanderlei depuis 2016.

## Histoire

### Débuts et Championnat de France
L'Étoile lavalloise est créée en mars 2006 par Julien Moreau et Stéphane Marchand. L'équipe débute en championnat de la Mayenne.
Trois ans après sa création, le club dispute le premier Championnat de France de futsal. Lors de cette saison 2009-2010, l'équipe ne connaît la victoire qu'à une seule reprise en 22 rencontres et est reléguée.
Entre 2009-2010 et 2012-2013, l'Étoile lavalloise remporte quatre fois consécutives le championnat régional Futsal Seniors de la Ligue du Maine.
En 2011-2012, l'équipe connaît treize victoires et un nul en quatorze matches. Mais malgré sa domination dans le championnat régional, l'équipe fanion ne peut pas accéder au niveau national, faute d'homologation de cette compétition qui ne comporte que huit équipes (le règlement en exige 10),.
Lors de la saison 2012-2013, l'équipe continue à l'échelon régional dans le championnat de DH Maine qu'elle domine avec 18 victoires en autant de matchs.

### Club de niveau national (2012-2022)
Le titre régional permet d'accéder au sein de la nouvelle Division 2 2013-2014 nationale. Louis Marquet, formé au Stade lavallois et futur membre de l'équipe de France de futsal, rejoint alors le club. L'équipe termine avant-dernière de la poule Nord, synonyme de relégation.
Retombé au niveau régional pour la saison 2014-2015, Laval s'attribue le championnat du Maine pour la cinquième fois en six ans, et remonte en D2.
Promu en Division 2 2015-2016, l'Étoile lavalloise réalise une belle saison conclue à la 3e place de la poule Nord, meilleure performance des quatre promus.
En D2 2016-2017, l'équipe lavalloise termine quatrième de la poule A, plus de dix points derrière le trio de tête.
Lors de l'exercice 2017-2018, le meilleur second des deux groupes n'est plus promu dans l'élite. C'est à cette place que termine Laval au sein du groupe A, derrière l'ogre ACCES.
En 2018-2019, Laval fait de nouveau partie du groupe de poursuivants. Orchies est irrattrapable en remportant la totalité de ses matchs. L'Étoile lavalloise termine cinquième, à égalité de points avec le troisième et un seul derrière le second.
Durant le championnat 2019-2020, Laval finit second, de nouveau derrière un leader invaincu, Hérouville.
La saison 2020-2021 de Division 2 n'est pas jouée en raison de la crise du Covid-19. À l'été 2021, l'Étoile lavalloise est promue en Division 1 par la Fédération française de football, pour compenser des rétrogradations administratives. L'ELMFC doit cette promotion à sa deuxième place de D2 lors de la saison 2019-2020, la dernière homologuée par la FFF avant la crise sanitaire.
Pour ses débuts en Division 1, Laval surprend le Nantes MF en s'imposant 5-3 à l'extérieur. Avant la troisième journée et son premier match à domicile, l'ELMFC est en tête du classement de D1. Le 6 novembre 2021 lors de la cinquième journée de D1, le club bat le record d'affluence en championnat de France pour un match hors play-offs avec 3 051 spectateurs à l'Espace Mayenne contre Béthune (4-6). Le maintien est acquis en mars. Malik Abdallah est élu révélation de la saison par les entraîneurs et capitaines de D1.

### Double doublé et coupe d'Europe (depuis 2022)
En juin 2022, le club affiche ses ambitions : jouer le haut de tableau et participer à une Coupe d'Europe d'ici 2025. Les deux meilleurs buteurs de l'équipe de France en activité sont recrutés : Abdessamad Mohammed et Souheil Mouhoudine. L'Étoile lavalloise est première à la moitié du championnat de Division 1 2022-2023, seule équipe invaincue et ne concédant que deux matchs nuls à l'extérieur. En fin de saison, le club devient le quatrième club français à réaliser le doublé national Coupe-Championnat, battant les deux fois le club le plus titré de France, le Sporting Paris, en finale,,.
Pour sa première participation à la Ligue des champions de l'UEFA, Laval passe le Tour principal invaincu mais se heurte notamment au FC Barcelone au Tour élite fin 2023. L’Étoile lavalloise remporte la phase régulière de la Division 1 2023-2024. Le club remporte d'abord deux titres le même jour avec la finale du nouveau Challenge national U18 jouée en lever de rideau de la finale de la Coupe de France, à laquelle Laval se hisse de nouveau. L'ELMFC remporte la coupe nationale contre le Kremlin-Bicêtre (6-1). Deux semaines plus tard, les Mayennais décrochent le titre de champion contre le Nantes MF (7-1) pour la deuxième saison consécutive et réalisent aussi de nouveau un doublé coupe-championnat.

## Structure du club

### Statut juridique et légal
Le club est fondé en 2006 en tant que club sportif, régi par la loi sur les associations établie en 1901. Le club est affilié sous le no 852483 à la Fédération française de football. Il appartient de plus à la Ligue de football des Pays de la Loire et au district de Mayenne.
Jusqu'en 2022 les joueurs ont soit un statut bénévole, amateur ou de semi-professionnel sous contrat fédéral. À partir de 2022, le club fait signer à certains de ses joueurs des contrats classiques[Quoi ?], de plus d'un an.

### Salles

LEspace Mayenne.

Dans les années 2010, l'Étoile lavalloise intègre la salle de l'ancien 42e régiment de transmissions, que celui-ci occupe jusqu'en 2011. En décembre 2017, le gymnase est renommé Pierre-Emerick Aubameyang, parrain du club. Monté en Division 1 en 2021-2022, l’Étoile lavalloise quitte son gymnase Pierre-Emerick Aubameyang, non homologué pour la D1 et limité à 350 places. Le président Julien Moreau déclare alors : « On était obligé de refuser près de 200 personnes par match. Aujourd’hui, on va pouvoir proposer plus de confort pour le public et les partenaires ».
En 2021 l'équipe intègre le nouvel Espace Mayenne pouvant accueillir près de 3 000 spectateurs,. Le club bat le record d'affluence français pour un match hors play-offs le 6 novembre 2021. L'équipe joue tous ses matches à domicile à l'Espace Mayenne et continue à s'entraîner à la salle P.E. Aubameyang sauf la veille du match. « Nous aurons un coût fixe à la location mais ce nouvel outil rapporte aussi beaucoup de recettes », note le président à l'été 2021.

## Palmarès

### Titres et trophées
Lors de la saison 2022-2023, l'Étoile lavalloise devient le quatrième club français à réaliser le doublé Coupe-Championnat,,.
- Division 1 (3)
  - Champion : 2022-23 et 2023-24 et 2024-25
- Coupe de France (3)
  - Vainqueur : 2022-23, 2023-24 et 2024-25
- Championnat régional du Maine (5)
  - Champion : 2010, 2011, 2012, 2013 et 2015[2]
- Coupe régionale du Maine (1)
  - Vainqueur : 2009[2]

### Bilan par saison
| Saison    | Championnat                    | Championnat | Championnat | Championnat | Championnat | Championnat | Championnat | Championnat | Championnat | Championnat | Championnat         | Coupe de France       | Ligue des champions |
| Saison    | Division                       | Class.      | Pts         | M           | V           | N           | D           | Bp          | Bc          | Diff.       | Phase finale        | Coupe de France       | Ligue des champions |
| --------- | ------------------------------ | ----------- | ----------- | ----------- | ----------- | ----------- | ----------- | ----------- | ----------- | ----------- | ------------------- | --------------------- | ------------------- |
| 2006-2007 | championnat départemental      |             |             |             |             |             |             |             |             |             | pas de phase finale |                       | non- qualifié       |
| 2007-2008 |                                |             |             |             |             |             |             |             |             |             | pas de phase finale |                       | non- qualifié       |
| 2008-2009 | Challenge national - grp. B    | 3e/6        | 12 pts      | 5           | 2           | 1           | 2           | 26          | 30          | -4          | pas de phase finale | phase inter-régionale | non- qualifié       |
| 2009-2010 | Championnat de France - grp. A | 12e/12      | 26 pts      | 22          | 1           | 2           | 19          | 95          | 192         | -97         | pas de phase finale | phase inter-régionale | non- qualifié       |
| 2010-2011 | championnat régional           | 1er         |             |             |             |             |             |             |             |             | pas de phase finale | 16e de finale         | non- qualifié       |
| 2011-2012 | championnat régional           | 1er/8       |             | 14          | 13          | 0           | 1           |             |             |             | pas de phase finale | 32e de finale         | non- qualifié       |
| 2012-2013 | Division d'honneur Maine       | 1er/10      |             | 18          | 18          | 0           | 0           |             |             |             | pas de phase finale | ?                     | non- qualifié       |
| 2013-2014 | Division 2 - grp. A            | 9e/10       | 34 pts      | 18          | 4           | 4           | 10          | 97          | 113         | -16         | pas de phase finale | 32e de finale         | non- qualifié       |
| 2014-2015 | Division d'honneur Maine       | 1er         |             |             |             |             |             |             |             |             | pas de phase finale | ?                     | non- qualifié       |
| 2015-2016 | Division 2 - grp. A            | 3e/10       | 40 pts      | 16          | 8           | 0           | 8           | 73          | 75          | -2          | pas de phase finale | 8e de finale          | non- qualifié       |
| 2016-2017 | Division 2 - grp. A            | 4e/10       | 28 pts      | 18          | 8           | 4           | 6           | 90          | 86          | +4          | pas de phase finale | demi-finale           | non- qualifié       |
| 2017-2018 | Division 2 - grp. A            | 2e/10       | 28 pts      | 18          | 8           | 4           | 6           | 90          | 64          | +26         | pas de phase finale | 32e de finale         | non- qualifié       |
| 2018-2019 | Division 2 - grp. A            | 5e/10       | 33 pts      | 18          | 9           | 6           | 3           | 92          | 65          | +27         | pas de phase finale | 32e de finale         | non- qualifié       |
| 2019-2020 | Division 2 - grp. A            | 2e/10       | 26 pts      | 12          | 8           | 2           | 2           | 55          | 37          | +18         | pas de phase finale | 16e de finale         | non- qualifié       |
| 2020-2021 | Division 2 - grp. A            | non-jouée   |             |             |             |             |             |             |             |             | pas de phase finale | non-jouée             | non- qualifié       |
| 2021-2022 | Division 1                     | 6e/10       | 22 pts      | 18          | 7           | 2           | 9           | 65          | 75          | -10         | pas de phase finale | 8e de finale          | non- qualifié       |
| 2022-2023 | Division 1                     | 1er/11      | 51 pts      | 20          | 16          | 3           | 1           | 112         | 49          | +63         | champion            | vainqueur             | non- qualifié       |
| 2023-2024 | Division 1                     | 1er/12      | 50 pts      | 22          | 17          | 3           | 2           | 111         | 52          | +59         | champion            | vainqueur             | Tour élite          |
| 2024-2025 | Division 1                     | 1er/12      | 52 pts      | 22          | 17          | 2           | 3           | 102         | 53          | +49         | champion            | vainqueur             | Tour élite          |

## Personnalités

### Dirigeants et parrains
En 2006, Julien Moreau quitte le football et devient le premier président du club, qu'il fonde avec Stéphane Marchand. Le premier est toujours joueur de l'équipe en 2010-2011.
Ousmane Dabo, footballeur professionnel né à Laval, est alors parrain du club. À partir de 2012, Pierre-Emerick Aubameyang, aussi originaire de la ville, devient aussi parrain du club.

### Entraîneurs
Pour la saison 2010-2011, l'équipe retombe au niveau régional et le groupe est confié à Réginald Rousseau.
En 2013, à l'occasion de la montée en Division 2, l'entraîneur est Chakib Aït Said.
Le club cherchant un entraîneur pour la saison 2016-2017, le brésilien et ex-international belge André Vanderlei arrive à Laval en Division 2 française à 38 ans. Fin 2019, Julien Moreau confie sur son entraîneur « André Vanderlei est la pierre angulaire de l’Etoile lavalloise ». Le belgo-brésilien décrit ses semaines : « Je m’occupe de l’équipe première. Il y a entraînement tous les soirs. Dans la semaine, je gère les sports-études collège et lycée du club. Match le samedi et je viens voir les autres équipes le dimanche ». En 2022-2023, avec l'arrivée de plusieurs renforts, l'ELMFC réalise le doublé Coupe-Championnat et Vanderlei est élu entraîneur de la saison.

### Joueurs notables
Déçu de n'être pas devenu footballeur professionnel, Louis Marquet accepte les avances de l'Étoile lavalloise et se met alors au futsal,. L'équipe vient alors de remporter le titre régional permettant d'accéder au sein de la nouvelle Division 2 2013-2014 nationale. Marquet est nommé deux fois de suite pour le trophée du meilleur gardien de futsal de deuxième division au terme des exercices 2015-16 et 2016-17 puis nommé dans la catégorie des sportifs mayennais de l’année 2021. Pour la saison 2022-2023, capitaine de l'équipe et devenu international français, Louis Marquet signe un contrat amateur lui permettant de se consacrer totalement au futsal.
En septembre 2017, Diego Napoles arrive à l’Étoile lavalloise encore en D2, à 22 ans et après deux années passées en Italie. En mars 2022, il devient le premier joueur à atteindre la barre des cent buts sous le maillot de l’Étoile lavalloise, en 62 matchs,.
En janvier 2022 puis à l'intersaison suivante, l'ELMFC recrute quatre internationaux, tous de l'ACCS : les marocain Bakkali et El Mesrar, ainsi que les français Mouhoudine et Mohammed,. L'équipe remporte le doublé Coupe-Championnat 2022-2023.

### Effectif 2024-2025
Les postes mentionnés se réfèrent à ceux du football. Comprendre que « A - attaquant » désigne les « pivots » et « M - milieu de terrain » les « ailiers ».

## Supporters
À l'été 2021, en même temps que sa montée en D1, l’Étoile lavalloise quitte son gymnase Pierre-Emerick Aubameyang et intègre le nouvel Espace Mayenne,. De 400 spectateurs par match, l’Étoile voit alors sa capacité d'accueil passer à près de 3 000 supporters. Le 6 novembre 2021 lors de la cinquième journée de D1, le club bat le record d'affluence en France pour un match hors play-offs avec 3.051 spectateurs à l'Espace Mayenne. Samedi 19 février 2022, près de 3 300 personnes assistent au match contre le Sporting Paris, qui se joue à guichets fermés. Il s'agit du premier match animé par le kop de l'Armada Estrella, tout juste créé.